# Amt Großvogtei
Das Amt Großvogtei war ein Verwaltungsbezirk des Fürstentums Lübeck mit Sitz in Schwartau.

## Beschreibung
Das Amt Großvogtei als Teil des Fürstentums Lübeck entstand im Rahmen der Säkularisation 1804 aus
- der von der Großvogtei bezeichneten Verwaltung der dem Lübecker Domkapitel (als Teil des Hochstifts Lübeck) unterstehenden Dörfern, soweit diese nach dem Reichsdeputationshauptschluss dem Fürstentum Lübeck zugefallen waren, und
- der von dem (Kollegium der) Domvikare selbst verwalteten, als Vikarie gestifteten Dörfern.

Die Anfänge des Amtes Großvogtei lassen sich bis in das 14. Jahrhundert zurückverfolgen.
- 1819 umfasste das Amt Großvogtei die Dörfer
  - Groß Parin
  - Klein Parin
  - Horsdorf
  - Pohnsdorf
  - Cleve
  - Hamberge
  - Hansfelde
  - Groß Barnitz
  - Klein Barnitz
  - Warnsdorf
  - Häven
  - Niendorf
  - Grammersdorf
  - Hemmelsdorf
  - Groß Timmendorf
  - Klein Timmendorf
  - Pansdorf
  - Techau
  - Hobbersdorf
  - Rohlsdorf
  - Schürsdorf
  - Wulfsdorf
  - Sarkwitz
  - Gömnitz
  - Gießelrade
  - Travenhorst
  - Tankenrade
  - Cashagen
  - Obernwohlde
  - Arfrade
  - Techelwitz
  - Teschendorf
  - Rellin
  - Klein Wessek

- 1825 wurden die Dörfer
  - Techelwitz,
  - Teschendorf,
  - Klein Wessek und
  - (Teile von) Rellin

aus dem Amt Großvogtei aus- und in das Amt Kollegiatstift eingegliedert.
- 1842 wurde infolge der Umsetzung des Plöner Vertrages ein Gebietsaustausch zwischen dem Fürstentum Lübeck und Holstein zur Bereinigung der verstreuten Besitzungen vorgenommen.

Dabei gingen
- das Dorf Gießelrade,
- das Dorf Groß Barnitz,
- das Dorf Hamberge,
- das Dorf Hansfelde,
- die gutsherrschaftlichen Rechte über Kesdorf,
- das Dorf Klein Barnitz,
- das Dorf Tankenrade,
- das Dorf Travenhorst

an Holstein.
Als Folge wurde das in Schwartau ansässige „Amt Großvogtei“ 1843 aufgelöst und der beim Fürstentum Lübeck verbleibende Teil der Gebiete mit dem ebenfalls in Schwartau ansässigen Amt Kaltenhof zum Amt Schwartau vereinigt.